# 부탁해요, 엄마
《부탁해요, 엄마》는 2015년 8월 15일부터 2016년 2월 14일까지 방영된 KBS 2TV 주말 드라마이다.

## 기획 의도
세상에 다시없는 앙숙 모녀를 통해 징글징글하면서도 짠한 모녀간 애증의 이야기를 그린 작품

## 등장인물

### 주요 인물
- 유진 : 이진애 역 (아역 : 허정은)
- 이상우 : 강훈재 역 (아역 : 박하준)
- 고두심 : 임산옥 역

### 이진애의 가족
- 김갑수 : 이동출 역
- 오민석 : 이형규 역 (아역 : 이현빈)
- 최태준 : 이형순 역

### 강훈재의 가족
- 김미숙 : 황영선 역
- 황정민 : 염난숙 역

### 장채리의 가족
- 조보아 : 장채리 역
- 송승환 : 장철웅 역 (청년 : 장승조)
- 김영옥 : 송기남 역

### 선혜주의 가족
- 손여은 : 선혜주 역
- 남기애 : 홍유자 역
- 길정우 : 김산 역

### 그 외 인물
- 송종호 : 윤상혁 역
- 김소영 : 신유희 역
- 태항호 : 박계태 역
- 민지아 : 손유경 역
- 권민아 : 고앵두 역
- 조미령 : 한은옥 역
- 박은지 : 최서현 역
- 노수산나 : 공나리 역
- 양주호 : 황 변호사 역
- 정은표 : 양 과장 역
- 이시원 : 유지연 역
- 윤희석 : 송준영 역
- 강성진 : 살인자 역
- 차정원 : 은하 역
- 장도윤 : 박승완 역
- 노유주
- 장인섭
- 최민금
- 차영옥
- 이창
- 신준영
- 조시내
- 민준호
- 안수호
- 허선행
- 김지은
- 김선웅
- 김광영
- 김광인
- 육미라
- 박영수
- 소희정
- 이진권 : 불량배 역
- 이진목
- 이연경 : 의사 역
- 김응수 : 사기꾼 역
- 민준현
- 공윤찬 : 편의점 알바 역

### 특별 출연
- 김준현 : 김 사장 역

## 시청률
최저 시청률과 최고 시청률은 시청률 조사회사와 지역별로 시청률에 차이가 있을 수 있습니다.
| 2015년      | 2015년      | 2015년         | 2015년       | 2015년         | 2015년       |
| 회차        | 방송일      | TNmS 시청률    | TNmS 시청률  | AGB 시청률     | AGB 시청률   |
| 회차        | 방송일      | 대한민국(전국) | 서울(수도권) | 대한민국(전국) | 서울(수도권) |
| ----------- | ----------- | -------------- | ------------ | -------------- | ------------ |
| 제1회       | 8월 15일    | 14.1%          | 13.2%        | 14.9%          | 15.7%        |
| 제2회       | 8월 16일    | 22.7%          | 22.3%        | 24.3%          | 24.5%        |
| 제3회       | 8월 22일    | 17.0%          | 16.2%        | 17.3%          | 16.8%        |
| 제4회       | 8월 23일    | 19.5%          | 18.2%        | 20.5%          | 20.5%        |
| 제5회       | 8월 29일    | 19.8%          | 18.6%        | 19.9%          | 20.4%        |
| 제6회       | 8월 30일    | 21.3%          | 20.6%        | 22.5%          | 22.8%        |
| 제7회       | 9월 5일     | 21.0%          | 20.1%        | 21.9%          | 21.9%        |
| 제8회       | 9월 6일     | 24.0%          | 23.0%        | 26.5%          | 26.8%        |
| 제9회       | 9월 12일    | 21.7%          | 20.3%        | 22.2%          | 21.7%        |
| 제10회      | 9월 13일    | 25.7%          | 23.7%        | 26.6%          | 26.2%        |
| 제11회      | 9월 19일    | 21.5%          | 20.2%        | 22.5%          | 22.5%        |
| 제12회      | 9월 20일    | 26.2%          | 25.7%        | 27.0%          | 27.6%        |
| 제13회      | 9월 26일    | 19.5%          | 18.3%        | 20.1%          | 21.0%        |
| 제14회      | 9월 27일    | 20.3%          | 18.9%        | 20.6%          | 20.4%        |
| 제15회      | 10월 3일    | 22.0%          | 19.9%        | 23.2%          | 23.6%        |
| 제16회      | 10월 4일    | 26.4%          | 24.1%        | 28.3%          | 29.0%        |
| 제17회      | 10월 10일   | 23.5%          | 21.7%        | 24.2%          | 24.1%        |
| 제18회      | 10월 11일   | 23.5%          | 23.2%        | 26.3%          | 27.2%        |
| 제19회      | 10월 17일   | 23.3%          | 22.4%        | 24.0%          | 23.9%        |
| 제20회      | 10월 18일   | 27.9%          | 26.2%        | 29.4%          | 29.4%        |
| 제21회      | 10월 24일   | 24.3%          | 23.7%        | 26.7%          | 27.9%        |
| 제22회      | 10월 25일   | 28.2%          | 28.1%        | 30.3%          | 31.7%        |
| 제23회      | 10월 31일   | 24.9%          | 23.5%        | 24.5%          | 24.6%        |
| 제24회      | 11월 1일    | 28.0%          | 26.8%        | 29.2%          | 30.3%        |
| 제25회      | 11월 7일    | 24.2%          | 22.3%        | 27.0%          | 26.7%        |
| 제26회      | 11월 8일    | 27.3%          | 25.5%        | 31.1%          | 31.3%        |
| 제27회      | 11월 14일   | 22.7%          | 21.4%        | 23.7%          | 24.1%        |
| 제28회      | 11월 15일   | 27.3%          | 24.8%        | 29.5%          | 29.6%        |
| 제29회      | 11월 21일   | 19.4%          | 18.0%        | 22.4%          | 23.2%        |
| 제30회      | 11월 22일   | 29.1%          | 28.4%        | 30.7%          | 31.3%        |
| 제31회      | 11월 28일   | 21.4%          | 20.5%        | 24.7%          | 25.1%        |
| 제32회      | 11월 29일   | 27.2%          | 26.4%        | 30.9%          | 31.7%        |
| 제33회      | 12월 5일    | 22.0%          | 21.0%        | 25.2%          | 26.0%        |
| 제34회      | 12월 6일    | 28.2%          | 28.1%        | 31.7%          | 33.3%        |
| 제35회      | 12월 12일   | 22.0%          | 20.3%        | 24.2%          | 24.3%        |
| 제36회      | 12월 13일   | 27.7%          | 25.5%        | 32.1%          | 33.1%        |
| 제37회      | 12월 19일   | 21.3%          | 19.8%        | 25.7%          | 25.9%        |
| 제38회      | 12월 20일   | 26.7%          | 25.5%        | 32.4%          | 33.4%        |
| 제39회      | 12월 26일   | 22.9%          | 20.6%        | 26.2%          | 27.6%        |
| 제40회      | 12월 27일   | 26.2%          | 24.5%        | 32.1%          | 32.8%        |
| 2016년      |             |                |              |                |              |
| 제41회      | 1월 2일     | 25.2%          | 22.8%        | 27.6%          | 28.1%        |
| 제42회      | 1월 3일     | 28.2%          | 26.1%        | 33.3%          | 34.1%        |
| 제43회      | 1월 9일     | 25.8%          | 23.1%        | 27.3%          | 28.5%        |
| 제44회      | 1월 10일    | 32.6%          | 30.2%        | 33.8%          | 34.8%        |
| 제45회      | 1월 16일    | 27.6%          | 25.4%        | 28.0%          | 28.5%        |
| 제46회      | 1월 17일    | 35.6%          | 33.6%        | 35.8%          | 36.0%        |
| 제47회      | 1월 23일    | 31.9%          | 29.2%        | 32.4%          | 34.0%        |
| 제48회      | 1월 24일    | 37.1%          | 33.3%        | 36.9%          | 38.0%        |
| 제49회      | 1월 30일    | 32.9%          | 29.1%        | 33.4%          | 34.0%        |
| 제50회      | 1월 31일    | 35.9%          | 32.8%        | 36.3%          | 37.7%        |
| 제51회      | 2월 6일     | 33.3%          | 29.6%        | 33.2%          | 33.2%        |
| 제52회      | 2월 7일     | 33.5%          | 31.8%        | 31.1%          | 31.1%        |
| 제53회      | 2월 13일    | 34.3%          | 31.8%        | 35.5%          | 35.6%        |
| 제54회      | 2월 14일    | 39.1%          | 36.6%        | 38.2%          | 39.0%        |
| 평균 시청률 | 평균 시청률 | 25.8%          | 24.2%        | 27.5%          | 28.0%        |

## 연장
- 2016년 1월 6일 : 부탁해요 엄마 방영 분량이 50부작에서 4회 연장되어 54부작으로 변경 및 확정되었다.

## 수상 경력
- 2015년 KBS 연기대상 대상 고두심
- 2015년 KBS 연기대상 장편드라마 부문 남자 우수연기상 김갑수
- 2015년 KBS 연기대상 장편드라마 부문 여자 우수연기상 유진
- 2015년 KBS 연기대상 여자 인기상 조보아
- 2015년 제4회 아시아태평양 스타 어워즈 남자 베스트 드레서상 오민석

## OST

### 부탁해요, 엄마 Part. 1
| #            | 제목                    | 작사         | 작곡         | 재생 시간 |
| ------------ | ----------------------- | ------------ | ------------ | --------- |
| 1.           | 〈I LIKE YOU〉 (써니힐) | 개미, 태윤미 | 개미         | 3:22      |
| 2.           | 〈I LIKE YOU (INST.)〉  |              | 개미         | 3:22      |
| 총 재생 시간 | 총 재생 시간            | 총 재생 시간 | 총 재생 시간 | 6:44      |

### 부탁해요, 엄마 Part. 2
| #            | 제목                        | 작사         | 작곡         | 편곡 | 재생 시간 |
| ------------ | --------------------------- | ------------ | ------------ | ---- | --------- |
| 1.           | 〈사랑 참 어렵다〉 (베이지) | 개미         | 개미         | 3:52 |           |
| 2.           | 〈사랑 참 어렵다 (INST)〉   |              | 개미         | 3:52 |           |
| 총 재생 시간 | 총 재생 시간                | 총 재생 시간 | 총 재생 시간 | 7:44 |           |

### 부탁해요, 엄마 Part. 3
| #            | 제목                     | 작사         | 작곡         | 편곡 | 재생 시간 |
| ------------ | ------------------------ | ------------ | ------------ | ---- | --------- |
| 1.           | 〈사랑이 좋아〉 (홍진영) | 지훈, 개미   | 안영민       | 3:22 |           |
| 2.           | 〈사랑이 좋아 [inst.]〉  |              | 안영민       | 3:22 |           |
| 총 재생 시간 | 총 재생 시간             | 총 재생 시간 | 총 재생 시간 | 6:44 |           |

### 부탁해요, 엄마 Part. 4
| #            | 제목                              | 작사         | 작곡         | 편곡 | 재생 시간 |
| ------------ | --------------------------------- | ------------ | ------------ | ---- | --------- |
| 1.           | 〈어느 별이 내게 온 걸까〉 (이루) | 개미         | 개미         | 3:45 |           |
| 2.           | 〈어느 별이 내게 온 걸까 (INST)〉 |              | 개미         | 3:45 |           |
| 총 재생 시간 | 총 재생 시간                      | 총 재생 시간 | 총 재생 시간 | 7:30 |           |

### 부탁해요, 엄마 Part. 5
| #            | 제목                  | 작사         | 작곡         | 편곡 | 재생 시간 |
| ------------ | --------------------- | ------------ | ------------ | ---- | --------- |
| 1.           | 〈아내에게〉 (태진아) | 개미         | 개미         | 4:29 |           |
| 2.           | 〈아내에게〉          |              | 개미         | 4:29 |           |
| 총 재생 시간 | 총 재생 시간          | 총 재생 시간 | 총 재생 시간 | 8:58 |           |

## 참고 사항
- 고두심이 맏은 임산옥 역은 당초 김영애가 낙점됐지만 암 투병으로 인해 하차하여 고두심이 맡게 되었다.[13]
- 외주제작사 KBS 미디어는 월화 미니시리즈 <강적들>로 처음 드라마 제작을 했지만 그 이후 <공주의 남자>(수목),[14] <직장의 신>(월화)[15]을 빼곤 평일(월화,수목) 미니시리즈 부문에서 극심한 적자를 면치 못하자 타개하기 위해 외주제작했다.
- 이동출(김갑수 분)이 아들의 결혼식에서 부케받는 장면이 그려져 시청자들로부터 "작가의 무리수 설정이 너무 심하다"는 지적을 샀다.[16]

## 같이 보기
- MBC 주말 드라마 《여자를 울려》
- MBC 주말 드라마 《엄마》
- MBC 주말 특별기획 드라마 《여왕의 꽃》
- MBC 주말 특별기획 드라마 《내 딸, 금사월》
- SBS 주말극장 《그래, 그런거야》
- SBS 주말 특별기획 드라마 《너를 사랑한 시간》
- SBS 주말 특별기획 드라마 《애인 있어요》